# Мајнот (Северна Дакота)
Мајнот (енгл. Minot) град је у америчкој савезној држави Северна Дакота.

## Демографија
По попису из 2010. године број становника је 40.888, што је 4.321 (11,8%) становника више него 2000. године.
| Група             | 2000.          | 2010.          |
| Белци             | 33.798 (92,4%) | 36.294 (88,8%) |
| Афроамериканци    | 490 (1,3%)     | 933 (2,3%)     |
| Азијати           | 226 (0,6%)     | 376 (0,9%)     |
| Хиспаноамериканци | 539 (1,5%)     | 1.117 (2,7%)   |
| Укупно            | 36.567         | 40.888         |